# Eutetramorium
Eutetramorium es un género de hormigas perteneciente a la familia Formicidae, categorizado en la tribu Crematogastrini. Fue descrito por Carlo Emery en 1899.

## Especies
- Eutetramorium mocquerysi Emery 1899
- Eutetramorium monticellii Emery 1899
- Eutetramorium parvum Bolton & Fisher, 2014